# Widbir 2019
Widbir 2019 (ukrainisch Відбір 2019, englische Transkription Vidbir 2019) fand am 23. Februar 2019 statt und war der ukrainische Vorentscheid für den Eurovision Song Contest 2019 in Tel Aviv (Israel).
Als Siegerin ging MARUV mit dem Lied Siren Song hervor und hätte demnach die Ukraine in Tel Aviv vertreten.
Durch vertraglich bedingte Komplikationen des Senders UA:PBC zog sich MARUV am 25. Februar 2019 von der Teilnahme zurück, woraufhin der Sender Nachverhandlungen mit anderen Teilnehmern des Vorentscheids ankündigte und der Interpret so wie das Lied für den Wettbewerb in Tel Aviv nun intern entschieden werden sollen. Da man sich im Laufe der folgenden Woche nicht mit einem anderen Interpret einigen konnte, zog UA:PBC am 27. Februar 2019 seine Teilnahme am Eurovision Song Contest 2019 zurück.

## Format

### Konzept
UA:PBC greift auf das gleiche Konzept wie im Vorjahr zurück. Im ersten Teil werden Auditions in der gesamten Ukraine veranstaltet. Im zweiten Teil folgen dann die drei Liveshows. Insgesamt sollen wieder zwischen 14 und 20 Beiträge an der Show teilnehmen. Aufgeteilt werden diese in zwei Halbfinale, indem sich jeweils drei Teilnehmer für das Finale qualifizieren. Im Finale werden sechs Teilnehmer antreten. Abgestimmt wird in allen drei Shows durch 50 % Juryvoting und zu 50 % durch Televoting.

### Jury
Am 30. Dezember 2018 gab UA:PBC bekannt, dass die Jury, die 50 % des Ergebnisses ausmacht, aus denselben Personen wie im Vorjahr bestehen wird.

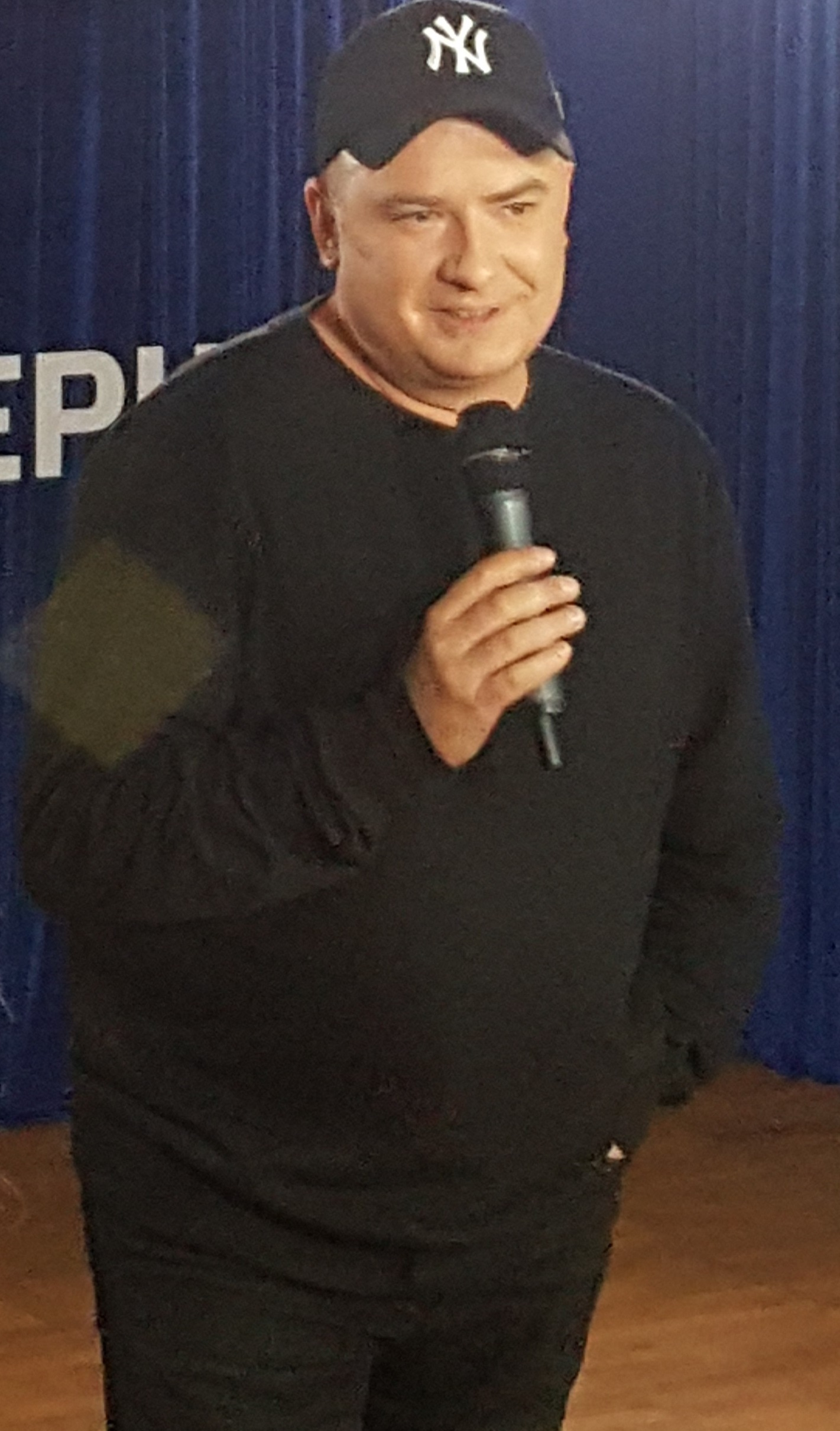
Andrij Danylko
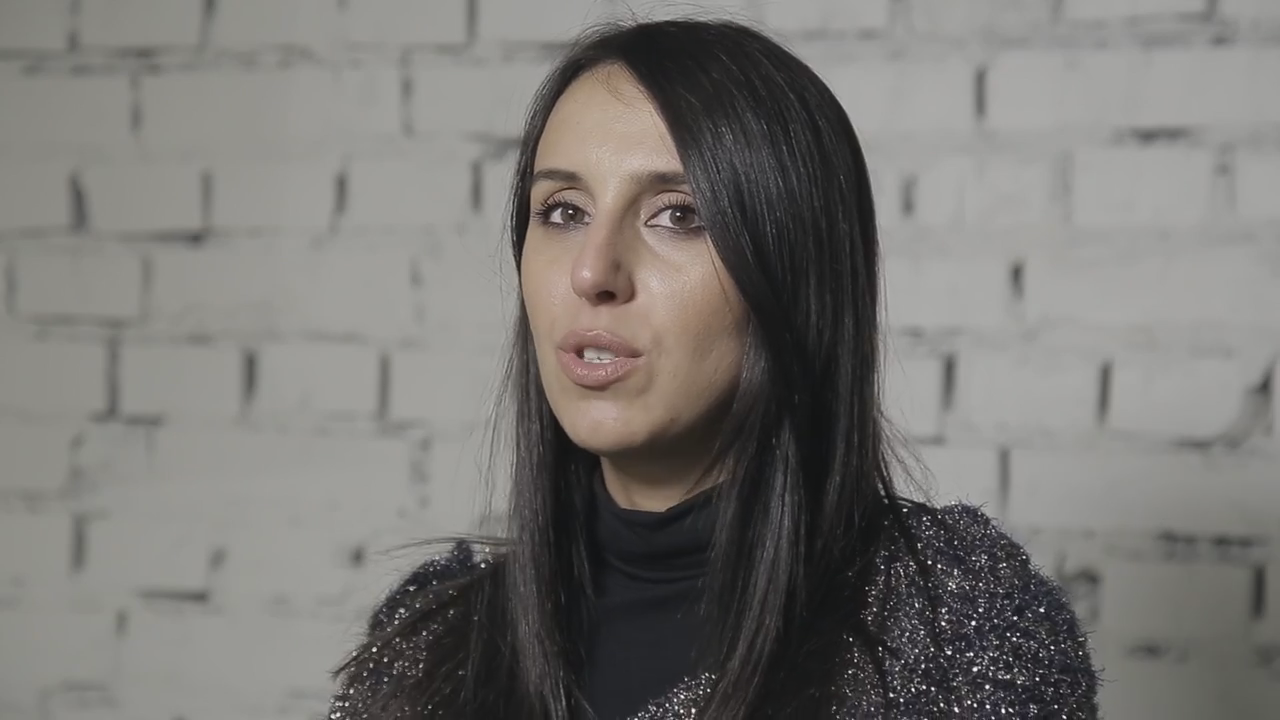
Jamala
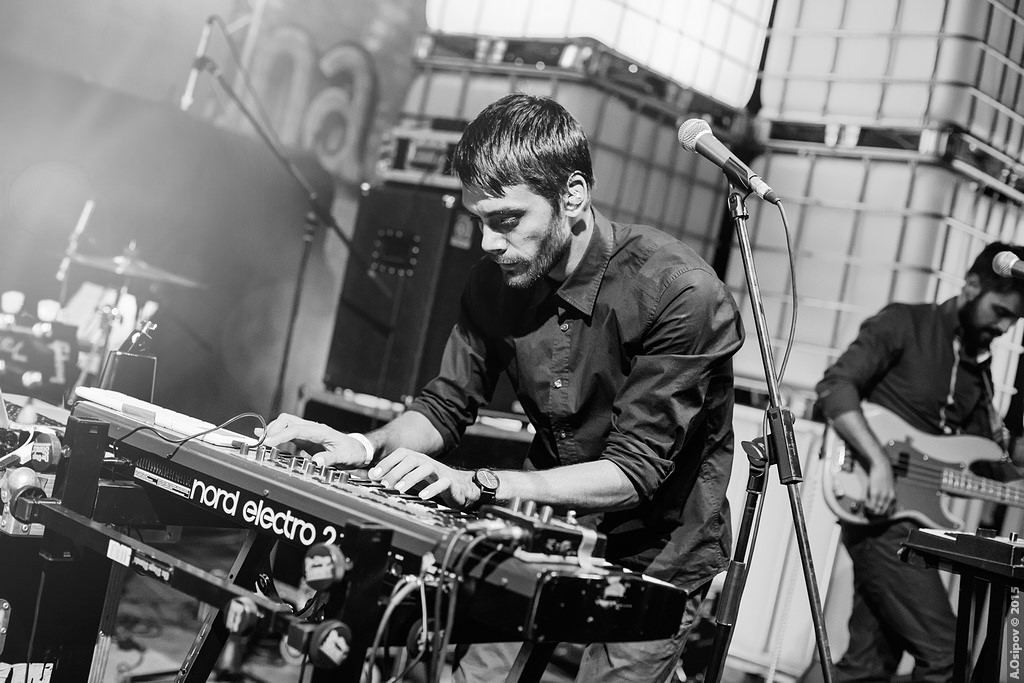
Jewhen Filatow

- Jamala (Siegerin des Widbir 2016 und Eurovision Song Contest 2016, Jurorin beim Widbir 2017 und Widbir 2018)
- Andrij Danylko (Ukrainischer Teilnehmer des Eurovision Song Contest 2007 und Juror beim Widbir 2016, 2017 und 2018)
- Jewhen Filatow (Musikproduzent und Juror beim Widbir 2018)

### Austragungsort
Erneut findet die Sendung im Zentrum für Kultur und Kunst (Центр культури і мистецтв) der „KPI“ in Kiew statt.

### Beitragswahl
Vom 18. Oktober 2018 bis zum 8. Januar 2019 konnten Beiträge bei UA:PBC eingereicht werden. Der ursprüngliche Einsendeschluss war der 15. Januar 2019. Die Auswahl der Beiträge erfolgte, wie im Vorjahr, durch den ukrainischen Musikproduzent Ruslan Kwinta.

## Teilnehmer
Am 9. Januar 2019 stellte UA:PBC die 16 Teilnehmer vor. Unter ihnen sind Brunettes Shoot Blondes, die bereits 2016 am Widbir teilnahmen, Kazka und Laud, die beide jeweils am Widbir 2018 teilnahmen und Tayanna, die schon 2017 und 2018 versuchte, die Ukraine beim Song Contest zu vertreten.
Die Halbfinalauslosung findet am 22. Januar 2019 statt, wo entschieden wird, in welchem Halbfinale die 16 Teilnehmer antreten werden.

## Halbfinale

### Erstes Halbfinale
Das erste Halbfinale fand am 9. Februar 2019 statt. Drei Teilnehmer qualifizierten sich für das Finale.
| Platz | Startnr. | Interpret               | Lied Musik (M) und Text (T)                                  | Sprache              | Übersetzung (Inoffiziell) | Jury           | Jury   | Jury           | Jury   | Jury Punkte | Zuschauerstimmen (Televoting, SMS & App) | Zuschauerstimmen (Televoting, SMS & App) | Gesamt |
| Platz | Startnr. | Interpret               | Lied Musik (M) und Text (T)                                  | Sprache              | Übersetzung (Inoffiziell) | Andrij Danylko | Jamala | Jewhen Filatow | Gesamt | Jury Punkte | %                                        | Punkte                                   | Gesamt |
| ----- | -------- | ----------------------- | ------------------------------------------------------------ | -------------------- | ------------------------- | -------------- | ------ | -------------- | ------ | ----------- | ---------------------------------------- | ---------------------------------------- | ------ |
| 1.    | 6        | MARUV                   | Siren Song M/T: Hanna Korsun                                 | Englisch, Deutsch    | Sirenenlied               | 8              | 5      | 4              | 17     | 6           | 22,64 %                                  | 8                                        | 14     |
| 2.    | 7        | Brunettes Shoot Blondes | Houston M/T: Andriy Kovaliov                                 | Englisch             | –                         | 7              | 7      | 7              | 21     | 7           | 15,44 %                                  | 7                                        | 14     |
| 3.    | 5        | Yuko                    | Galyna guliala M/T: Stanislav Koroliov, Yulia Yurina         | Ukrainisch           | –                         | 6              | 8      | 8              | 22     | 8           | 13,39 %                                  | 5                                        | 13     |
| 4.    | 4        | Tsesho                  | Hate M/T: TseSho                                             | Englisch, Ukrainisch | Hassen                    | 5              | 6      | 5              | 16     | 5           | 13,78 %                                  | 6                                        | 11     |
| 5.    | 8        | Bahroma                 | Nazavzhdy-Navsegda M/T: Roman Bakhariev, Oleksiy Kryvosheyev | Ukrainisch, Russisch | Für immer und für immer   | 2              | 2      | 2              | 06     | 3           | 11,15 %                                  | 4                                        | 07     |
| 6.    | 3        | Vera Kekelia            | Wow! M/T: Roman Duda, Vira Kekelia                           | Englisch             | Wow!                      | 4              | 4      | 2              | 10     | 4           | 07,86 %                                  | 2                                        | 06     |
| 7.    | 2        | Letay                   | Myla moya M/T: Illia Reznikov, Ivan Rozin                    | Ukrainisch           | Mein Schatz               | 3              | 3      | 3              | 09     | 2           | 10,42 %                                  | 3                                        | 05     |
| 8.    | 1        | The Hypnotunez          | Hey M/T: The Hypnotunez                                      | Englisch             | Hallo                     | 1              | 1      | 1              | 03     | 1           | 05,33 %                                  | 1                                        | 02     |

### Zweites Halbfinale
Das zweite Halbfinale fand am 16. Februar 2019 statt. Drei Teilnehmer qualifizierten sich für das Finale.
| Platz | Startnr. | Interpret    | Lied Musik (M) und Text (T)                                            | Sprache               | Übersetzung (Inoffiziell) | Jury           | Jury   | Jury           | Jury   | Jury Punkte | Zuschauerstimmen (Televoting, SMS & App) | Zuschauerstimmen (Televoting, SMS & App) | Gesamt |
| Platz | Startnr. | Interpret    | Lied Musik (M) und Text (T)                                            | Sprache               | Übersetzung (Inoffiziell) | Andrij Danylko | Jamala | Jewhen Filatow | Gesamt | Jury Punkte | %                                        | Punkte                                   | Gesamt |
| ----- | -------- | ------------ | ---------------------------------------------------------------------- | --------------------- | ------------------------- | -------------- | ------ | -------------- | ------ | ----------- | ---------------------------------------- | ---------------------------------------- | ------ |
| 1.    | 8        | Freedom Jazz | Cupidon M/T: Oleksandra Zhurba                                         | Englisch, Französisch | –                         | 7              | 8      | 8              | 23     | 8           | 25,64 %                                  | 8                                        | 16     |
| 2.    | 2        | Anna Maria   | My Road M/T: Anna Opanasiuk, Maria Opanasiuk, Ivan Rozin               | Englisch              | Mein Weg                  | 4              | 5      | 7              | 16     | 5           | 16,73 %                                  | 7                                        | 12     |
| 3.    | 3        | Kazka        | Apart M/T: Ruslan Kvinta, Yevhen Matyushenko                           | Englisch, Ukrainisch  | Getrennt                  | 8              | 7      | 5              | 20     | 7           | 13,44 %                                  | 5                                        | 12     |
| 4.    | 5        | Laud         | 2 dni M/T: Ivan Klemenko, Stanislav Chornyi                            | Ukrainisch            | 2 Tage                    | 5              | 6      | 6              | 17     | 6           | 08,11 %                                  | 3                                        | 09     |
| 5.    | 6        | Khayat       | Ever M/T: Andriy Khayat                                                | Englisch, Ukrainisch  | Immer                     | 2              | 2      | 3              | 07     | 2           | 14,63 %                                  | 6                                        | 08     |
| 6.    | 1        | Ivan Navi    | All for the Love M/T: Ivan Siarkevych, Yana Kovaliova, Andriy Lemishka | Englisch              | Alles für die Liebe       | 3              | 4      | 4              | 11     | 4           | 11,64 %                                  | 4                                        | 08     |
| 7.    | 7        | Braii        | Maybe M/T: Oleksiy Kryvosheyev, Oksana Bryzhalova                      | Englisch              | Vielleicht                | 6              | 3      | 2              | 11     | 3           | 05,76 %                                  | 2                                        | 05     |
| 8.    | 4        | Kira Mazur   | Dykhaty M/T: Olena Mazur                                               | Ukrainisch            | Atmen                     | 1              | 1      | 1              | 03     | 1           | 04,05 %                                  | 1                                        | 02     |

## Finale
Das Finale fand am 23. Februar 2019 mit sechs Teilnehmern statt. Vor der Eröffnung las die Jury einen Brief vor, in dem stand, dass der Sieger des Wettbewerbs möglicherweise trotzdem nicht das Recht erhalte, die Ukraine beim Eurovision Song Contest zu vertreten. Zwei Tage nach dem Finale wurde bekanntgegeben, dass die Siegerin Maruv nicht in Tel Aviv antreten würde.
| Platz | Startnr. | Interpret               | Lied Musik (M) und Text (T)                              | Sprache               | Übersetzung (Inoffiziell) | Jury           | Jury   | Jury           | Jury   | Punkte | Punkte                       | Punkte |
| Platz | Startnr. | Interpret               | Lied Musik (M) und Text (T)                              | Sprache               | Übersetzung (Inoffiziell) | Andrij Danylko | Jamala | Jewhen Filatow | Gesamt | Jury   | Zuschauer (Televoting & SMS) | Gesamt |
| ----- | -------- | ----------------------- | -------------------------------------------------------- | --------------------- | ------------------------- | -------------- | ------ | -------------- | ------ | ------ | ---------------------------- | ------ |
| 1.    | 3        | MARUV                   | Siren Song M/T: Hanna Korsun                             | Englisch, Deutsch     | Sirenenlied               | 6              | 4      | 5              | 15     | 5      | 6                            | 11     |
| 2.    | 1        | Freedom Jazz            | Cupidon M/T: Oleksandra Zhurba                           | Englisch, Französisch | –                         | 4              | 6      | 6              | 16     | 6      | 4                            | 10     |
| 3.    | 5        | Kazka                   | Apart M/T: Ruslan Kvinta, Yevhen Matyushenko             | Englisch, Ukrainisch  | Getrennt                  | 5              | 2      | 3              | 10     | 3      | 5                            | 08     |
| 4.    | 4        | Brunettes Shoot Blondes | Houston M/T: Andriy Kovaliov                             | Englisch              | –                         | 2              | 3      | 2              | 07     | 2      | 3                            | 05     |
| 5.    | 2        | Yuko                    | Galyna guliala M/T: Stanislav Koroliov, Yulia Yurina     | Ukrainisch            | –                         | 3              | 5      | 4              | 12     | 4      | 1                            | 05     |
| 6.    | 6        | Anna Maria              | My Road M/T: Anna Opanasiuk, Maria Opanasiuk, Ivan Rozin | Englisch              | Mein Weg                  | 1              | 1      | 1              | 03     | 1      | 2                            | 03     |